# جلكى نهرية أميركية غربية
جلكى نهرية أميركية غربية (الاسم العلمي: Lampetra ayresii) هي نوع من الحيوانات المائية يتبع جنس جلكى لاحسة الحجر من فصيلة الجلكية.